# Antillectual
Antillectual is een Nederlandse punkband die in 2000 werd opgericht in Nijmegen.

## Leden
- Willem - gitaar, zang (2000-heden)
- Riekus - drums, zang (2006-heden)
- Ben - basgitaar, zang (2021-heden)

De band heeft veel wisselingen gekend in de bandleden, zanger-gitarist Willem is het enige bandlid dat sinds het begin onderdeel van Antillectual is geweest.

## Biografie
In de beginjaren brengt de band een aantal demo's uit en in 2005 volgt het debuutalbum Silencing Civilization. Sinds 2005 toert de band geregeld door Europa en de Verenigde Staten en ook worden hun albums in verschillende landen bij verschillende kleine platenlabels uitgebracht. Verder speelde Antillectual in de voorprogramma's van bekende punkbands als Propagandhi, Strike Anywhere, Rise Against, Bad Religion en NOFX.
In 2018 gaf de band aan geen albums meer uit te zullen brengen maar naar nieuwe manieren zoekt om hun muziek sneller te kunnen verspreiden. De single Heads You Win, Tails We Lose is het eerste nummer dat de band op deze nieuwe manier naar buiten bracht, en wel alleen digitaal.
In 2023 bleek de band uit cijfers van Buma op de vijfde plaats te staan in de exportlijst van Nederlandse muziek. De band dankte dit aan 88 buitenlandse optredens.

### Politiek
Zoals veel punkbands heeft Antillectual in sommige nummers een politieke thematiek, zo hebben ze nummers geschreven over dierenrechten, kraken en andere sociale en politieke onderwerpen.

## Discografie
- Silencing Civilization (2005)
- Waves EP (2007)
- Testimony (2008)
- Pull The Plug EP (2009)
- Start From Scratch! (2010)
- Future History EP (2012)
- Perspectives & Objectives (2013)
- Engage! (2016)
- Covers EP (2020)
- Together (2023)

### Diversen
- Anti-Flag / Antillectual - 20 Years Of Hell: Vol. VI [Split EP] (2014)
- Bijdrage aan verzamel-lp Fury! (2016)